# Min ångest är en risig skog
Min ångest är en risig skog är första raden i den namnlösa dikten som är skriven av Pär Lagerkvist. Dikten ingår i samlingen Ångest som utgavs 1916. Det är en kort dikt som består av 8 rader på 45 ord. Dikten erhåller en okänd karaktär som riktar sig till andra okända läsare.

## Bakgrund
Författaren Pär Lagerkvist växte upp i ett kristet hem med enbart bibeln som bok hemma. Under senare år reste han runt i Europa och upplevde första världskriget. I samband med upplevelserna där gav han ut diktsamlingen Ångest. När Lagerkvist reste runt i bland annat Danmark, Italien och Frankrike fick han uppleva de hemska samhället med mord och massaker som präglade samhället vid den tiden. Han ansåg att samhället var fullt med mörker och la ord på upplevelserna i hela diktsamlingen Ångest.

## Handling och form
Diktjagets liv är präglat av ett mörkret. Min ångest är en risig skog handlar som första raden lyder om ångest och tankar kring livet hos personen i fråga. Tolkningen på dikten kan precis som av andra dikter vara olika från individ till individ. Beroende på hur den tolkas är upp till läsaren. Dikten handlar om en okänd, ångerfylld person, och riktar sig mot okända läsare. Det framgår lite svagt att personen diktar om sitt liv och har ångest över något men samtidigt framgår det inte vem diktjaget är. Han/hon pratar om döden och om att snart ge upp. I Min ångest är en risig skog kan man se ett klart och tydligt tema. Det handlar och klagomål och med ens lite besvikelse. Den förmedlar en dyster känsla samt en känsla av obehag. Man kan se likheten i alla olika dikter som publicerades i den samlingen. Samlingen heter  ångest och därför är det kanske en självklarhet att alla dikter handlar om just ångest.
De korta raderna med cirka 8 ord per rad skapar en harmonisk läsning av dikten. Pauserna blir mer naturliga än om man endast skulle ha skiljetecken som tankstreck eller komma. Man får även en naturlig rytm som läsare. Något att anmärka är att diktaren, Pär Lagerkvist, benämner fåglar i både första meningen och sista meningen. I första använder han det som en metafor. Han menar att hans ångest präglas av blodiga fåglar, som skriker, och i slutet antyder han att hans sista sekunder i livet och hans död kommer att vara bland fågelliken.

## Karaktärer
Dikten har inga specifika karaktärer utan bara ett diktjag. Det framgår inte vem diktjaget är men man få i alla fall en uppfattning om personen. Han/hon är en ångestladdad och känslomässig person. Det finns bara med en karaktär i dikten, och det är diktjaget.

## Språk och stil
Dikten är en allegori och kan uppfattas på många olika vis. För den största andelen läsare så är den vanligaste uppfattningen att den handlar om en person som har gett upp hoppet om livet. Med tanke på att händelsen i texten kan tolkas olika så finns det även symboler. I dikten så finner man tidigt en metafor, redan i första meningen, “Min ångest är en risig skog”. Där jämför diktaren sin ångest med en risig skog och skapar en bild i läsarens huvud.
Rim är vanligt förekommande i dikter och Min ångest är en risig skog är inget undantag. På rad ett och tre i första stycket rimmar “skog” med “nog” och i andra stycket på rad två och fyra, rimmar “skriken” med “fågelliken”. Precis som rim så kan stegring också förekomma i ett antal dikter och på vissa ställen i denna dikten kan läsaren skymta stegring. Ångesten växer sig större, träden är först torra och sedan tomma vilket kan tolkas som att de trillar av. Dessutom blir de blodiga fåglarna till lik i sista meningen. Stavelser är återkommande genom hela dikten. Den bygger på åtta eller tio stavelser. Med så lika stavelser finner dikten en bra rytm hos läsaren.

## Placering i tid
Diktsamlingen Ångest gavs ut i samband med första världskriget. Under den tiden var dikten helt rätt och folk i den tiden kunde relatera till den då det samhället de levde i var upp och ner. Dikten är mörk och tung, precis som de känslorna många hade vid den tiden.
Dikten är för 100 år sedan tänkt att utspela sig i nutid. Detta märks på kopplingen mellan diktens tema, som är ångest, och samhället vid det här tiden.
Med en sämre kunskap inom läsning för 100 år sedan jämfört med idag så är det till en fördel att dikten inte är speciellt lång. En nioårig skolplikt infördes nämligen inte förrän år 1972.